# Music from Regions Beyond
Music from Regions Beyond är ett album från 2007 av Tiger Army.
Genre: New wave, Alternativ rock, Melodic Hardcore

## Låtlista
1. Prelude: Signal Return
2. Hotprowl
3. Afterworld
4. Forever Fades Away
5. Ghosts Of Memory
6. Lunatone
7. Pain
8. As The Cold Rain Falls
9. Hechizo De Amor
10. Spring Forward
11. Where The Moss Slowly Grows